# Pelasgus epiroticus
A Pelasgus epiroticus a sugarasúszójú halak (Actinopterygii) osztályának pontyalakúak (Cypriniformes) rendjébe, ezen belül a pontyfélék (Cyprinidae) családjába tartozó faj.

## Előfordulása
A Pelasgus epiroticus kizárólag a görögországi Pamvotis-tóban fordul elő. Nincs halászati értéke.

## Megjelenése
A hal testhossza körülbelül 8-10 centiméter. Testét mindenütt nagyon vékony, bőrrel fedett pikkelyek borítják.

## Életmódja
Apró rajhal. Tápláléka apró rákok és rovarlárvák.

## Szaporodása
Május és június között ívik.